# Lačnov
Lačnov ist eine Gemeinde im Okres Vsetín im Osten Tschechiens. Am 31. Dezember 2008 lebten hier 876 Menschen.

## Geographie
Lačnov liegt in einem Tal am südöstlichen Rand des Höhenzuges Vizovická vrchovina im Osten Mährens. Das Katastergebiet durchfließen die Bäche Seninka, Smolinka und der Lačnovský potok, der östlich des Ortes zu zwei Teichen aufgestaut ist. Nachbarorte sind Valašské Klobouky im Süden, Tichov im Westen und Horní Lideč und Lidečko im Osten.

## Geschichte
Der Ort taucht 1422 erstmals in schriftlichen Quellen auf. 1424 war er Teil der Herrschaft Brumov, deren Güter Miroslav von Cimburk verpfändet waren. Das Dorf wurde 1633 beim Einfall der Tataren und 1703–1710 von den Kuruzen verwüstet.
Verwaltungsmäßig gehörte Lačnov bis 1849 zum Kreis Uherské Hradiště, bis 1949 zu Uherský Brod und bis 1960 zu Valašské Klobouky. Seit 1960 gehört die Gemeinde zum Okres Vsetín.

## Sehenswürdigkeiten
- Die Marienkirche am Ortsrand wurde 1968 erbaut, durfte zunächst aber nur als Zeremoniensaal für Beerdigungen genutzt werden. Geweiht werden konnte sie erst 1991.
- Im Ort befinden sich einige Denkmäler der Volksarchitektur aus dem frühen 19. Jahrhundert.
- Rund um Lačnov liegen einige Wiesen mit großen Beständen des in freier Natur in Tschechien stark gefährdeten Frühlings-Krokus. Die Art ist hier nicht heimisch. Sie wurde wahrscheinlich während der napoleonischen Kriege aus der Alpenregion eingeschleppt, zusammen mit dem Heu, das die Truppen als Pferdefutter mitgeführt hatten. Drei Gebiete nahe Lačnov stehen unter Naturschutz: das Naturdenkmal Lačnov direkt im Ort (0,23 ha, seit 1948), das Naturdenkmal Sucháčkovy paseky (0,70 ha, seit 1999) und das Naturdenkmal Smolinka (5,41 ha, seit 1982). Die Schutzgebiete umfassen die Reste ehemals weit ausgedehnterer Krokus-Bestände, die in den 1960er Jahren jedoch durch intensive Landwirtschaft stark dezimiert wurden.